# Мері Вілліс Волкер
Мері Вілліс Волкер (англ. Mary Willis Walker, також за прізвищем Вокер) — американська письменниця детективного жанру, лауреатка кількох престижних літературних премій.

## Біографія
Закінчила Дюкський університет за спеціальністю «англійська мова» та почала викладати в середній школі. У 1967 році вона вступила і шлюб з Лі Волкером, який став президентом Dell Computers, жив у Нью-Йорку та Вірджинії, а потім переїхав до Остіна, штат Техас. У подружжя дві дочки Аманда і Сюзанна. Вони розлучилися, коли Мері був 51 рік. Вона повернулася до свого дошлюбного прізвища Вілліс, але продовжувала публікуватися й як Мері Вілліс Волкер, яке, як написала в статті для журналу New York Times, тепер вважає псевдонімом. Продовжує жити в Остіні. Згодом згадувала:
|  | Буквально через кілька секунд після моєї весільної церемонії, коли друг кинувся прошепотіти мені на вухо: «Я хотів першим назвати вас місіс Волкер», я зрозуміла, що зробила помилку. Це ім'я ніколи не буде моїм. Не обдумуючи рішення так багато, як я зазвичай приділяла вибору нової сукні, я взяла ім’я сім'ї, яку ледве знала, і відмовилася від імені, яке було моїм протягом 24 років. Раптом я відчула нудоту, виснаження, біль, ніби якийсь внутрішній орган, про який я навіть не здогадувалася — можливо, родовий завиток тканини, родовий апендикс — був видалений. Але це було безглуздо. Я була молодою нареченою, щасливою, хоч сльози текли з моїх очей. Зрештою, все, що я зробила, це поміняла одне м'яке шестилітерне прізвище, яке починалося на В, на інше м'яке шестилітерне прізвище, яке починалося на В. Наскільки це могло бути важливим? |

|  | А як же мої книжки? Я вже опублікувала одну під моїм новим прізвищем, а ще одна мала бути. Порада від видавничого світу була: «Не змінюйте зараз — уже надто пізно». Коли я поскаржилася про це подрузі, вона підняла обкладинку моєї нової книги й уважно її розглядала. «Мері Вілліс Волкер — гарний псевдонім». Так. Все одно це завжди було трохи схоже. Тепер я могла б віднести це ім’я до своєї письменницької особистості. Залишилося тільки попросити благословення у дочок. Вони сказали, що для них було загадкою, чому я взагалі це змінила, і що я маю називати себе так, як вважаю правильним. |

## Письменницька кар'єра
Вона почала писати на п'ятому десятку життя, що охарактеризувала як «досить пізно почала». Витратила два роки на написання свого першого опублікованого трилера «Нуль в кістці», який був опублікований у 1991 році, і отримала премії Агати і Мекавіті. Її другий роман «Червоний крик» став першим, у якому з'явилася головний персонаж детектив Моллі Кейтс. У 1995 році «Червоний крик» отримав премію Едгара в номінації за найкращий роман. Книга «Під підвалом жука» (Under the Beetle's Cellar), опублікована в 1995 році, стала третім її романом. Роман отримав премії Ентоні та Мекавіті.

## Нагороди
- Премія Агати у 1991 році за найкращий перший роман  «Нуль в кістці».
- Премія Мекавіті в 1992 за цей же роман у такій же номінації.
- Премія Едгара По у 1995 році за роман «Червоний крик» у номінації «Найкращий роман».
- Премія Мекавіті в 1996 році за роман «Під льохом жука» в номінації «Найкращий роман».
- Премія Ентоні в 1996 році за роман «Під льохом жука» в номінації «Найкращий роман».
- Премія Мартіна Бека в 1998 році за роман «Під льохом жука».

## Твори

### Романи з Моллі Кейтс
- The Red Scream (Червоний крик) (1994) (отримав премію Едгара По)
- Under the Beetle's Cellar (Під льохом жука) (1995) (отримав премії Ентоні та Мекавіті)
- All the Dead Lie Down (Усі мертві лежать) (1998)

### Інші романи
- Zero at the Bone (Нуль в кістці) (1991) (отримав премії Агати та Мекавіті)